# Leuzigen
Leuzigen är en ort och kommun i distriktet Seeland i kantonen Bern, Schweiz. Kommunen har 1 353 invånare (2023).